# Ringsted
Ringsted è un centro abitato danese situato nella regione della Selandia nel comune omonimo di cui è capoluogo.
La cittadina è situata nella parte centrale dell'isola di Selandia circa 55 km a sudovest di Copenaghen e 30 km a sud di Roskilde.